# Mina d'or d'Mponeng
Mponeng és una mina d'or a la província de Gauteng a Sud-àfrica. Anteriorment conegut com a Western Deep Levels #1 Shaft, els treballs subterranis i de superfície van començar en 1987. S'estén al llarg de 4 quilòmetres sota la superfície. Fet que la converteix actualment en la mina més profunda del món des del nivell del sòl. El viatge des de la superfície fins al fons de la mina dura més d'una hora.
Cada dia s'excaven més de 5400 tones de roca a Mponeng. A un preu de 19,4 dòlars estatunidencs per gram d'or, la mina només necessita extreure 10 grams d'or per tona excavada per a continuar sent rendible. La mina conté almenys dos esculls d'or, amb el més profund d'un metre de gruix.
A partir de 2022, els costos totals de producció van ser de 1771 dòlars estatunidencs per unça. Fins i tot a preus de l'or gairebé rècord, Mponeng amb prou feines aconsegueix el punt d'equilibri.
El setembre de 2020 Harmony Gold va comprar la mina a AngloGold Ashanti a un preu aproximat de 300 milions de dòlars estatunidencs.

## Condicions físiques
La temperatura de la roca aconsegueix 66 °C i es bomba gel en suspensió sota terra per a refredar l'aire del túnel per sota de 30 °C. Una mescla de concret, aigua i roca s'injecta en les àrees excavades, la qual cosa a més actua com a aïllant. Les parets del túnel estan assegurades amb formigó projectat flexible reforçat amb fibres d'acer, que es manté en el seu lloc mitjançant una xarxa de malla.
El 2008, els investigadors que buscaven organismes extremòfils van descobrir el bacteri Desulforudis audaxviator present en mostres d'aigua subterrània de quilòmetres de profunditat en la mina.

## En la cultura popular
Danny Forster va visitar la mina per al cinquè episodi de la vuitena temporada de Build It Bigger.
Millan Ludeña, un corredor de marató equatorià, es va convertir en la primera persona a córrer una mitja marató completament sota terra, en la part més profunda de la mina d'or Mponeng. Un adjudicador dels Guinness World Rècords va estar disponible per a documentar la carrera i va emetre el certificat per a la mitja marató més profunda del món.